# Саєнко Руслан Миколайович
Саєнко Руслан Миколайович (1933-2023);— український художник-авангардист, графік, живописець.

## Життєпис
Народився в місті Ташкент (Узбекистан) у 1933 році. Навчався в Ленінградському вищому художньо-педагогічному училищі (1951—1966), учень представниці школи П. Філонова — А. Мордвинової, яка була учнем К. Петрова-Водкіна. Закінчив Київський Художній Інститут (1966), де його педагогами були — Василь Касіян, О. Данченко, Георгій Якутович. Учасник республіканських, всесоюзних, міжнародних виставок з 1962. Член Національної Спілки Художників України з 1980. Персональні виставки пройшли в Києві, Москві, Махачкалі, Ханої (1985), Брюсселі (1993) і Парижі (2005). Жив і працював у Києві. Займався також декоративно-прикладним мистецтвом, зокрема гобеленом (у співавторстві зі своєю дружиною Лідією). Твори зберігаються у 15-ти музеях України та Росії, а також у приватних колекціях Франції, Бельгії, Великої Британії, Люксембургу, США, Німеччини, Австрії, Польщі, Словаччини, Чехії, Кореї, Китаю та інших країн світу.
Більшу частину свого життя Руслан Саєнко провів у Києві, де працював у власній майстерні. Проте, він часто подорожував Україною, надихаючись природними пейзажами, історичними пам'ятками та народною культурою. Саме українська природа і культура стали головним джерелом натхнення для його творчості. У своїх роботах Саєнко прагнув передати не тільки зовнішню красу, а й душу української землі, її людей та історію. 
Один із ключових аспектів його творчості - це увага до фактури. Саєнко часто використовував щільні мазки, насичені кольори, що створювало ефект глибини та об'єму. У пейзажах він особливо тонко працював з кольором, передаючи атмосферні явища та природні стани.
Художник-оформлювач дитячих книжок, зокрема:
- Технічна творчість юних. Київ, Радянська школа, 1969.
- Три брати і Шах-дівиця. Аварська народна казка. Київ, Веселка, 1976.
- Володимир Дубовка. Як Алик у тайзі заблукав. Маленька повість. Київ, Веселка, 1977[2].
- Відоє Подгорець. Біле циганча. Київ, Веселка, 1977[3].

У творчих сюжетах художника часто фігурують пейзажі із подорожей Середньою Азією, В'єтнамом, Індією культурою яких він захоплюється впродовж життя, але у своїх творах не оминає художник і мальовничі краєвиди України, де простота сільських мотивів чергується з вишуканістю церков у стилі українського бароко. Рушійною силою Руслана Саєнко усе життя була музика, зокрема джазові композиції які часто відіграють значну роль у творах художника і надихають його на нові твори. Як зізнавався сам художник — його творчість це музика, зображена на полотні.
Руслан Саєнко продовжував творити до самої своєї смерті 2023 року. В останні роки свого життя він жив у невеликому будинку в Київській області, де створював свої останні твори. Незважаючи на похилий вік, його роботи залишалися свіжими й актуальними, відображаючи як особисті переживання, так і загальні соціальні та культурні зміни, що відбувалися в Україні.
Обидва сина художника Андрій та Дмитро Саєнко також стали художниками.